# Donald Moffat
Donald Moffat (Plymouth, 26 de dezembro de 1930 – Sleepy Hollow, 20 de dezembro de 2018) foi um ator anglo-americano com uma carreira de décadas no cinema, na televisão e nos palcos dos Estados Unidos. Ele começou sua carreira atuando em peças teatrais da Broadway e off-Broadway, incluindo performances em Vildanden e Così è (se vi pare), pelas quais recebeu indicações ao Prêmio Tony. Moffat também apareceu em vários filmes, incluindo The Thing e Clear and Present Danger, e participou de diversos programas de televisão, como One Life to Live e The West Wing.

## Primeiros anos
Moffat nasceu em Plymouth, Devon, filho único de Kathleen Mary (nome de solteira: Smith) e Walter George Moffat, um agente de seguros. Seus pais mantinham uma hospedaria na cidade de Totnes. Após concluir seus estudos na King Edward VI School e no serviço militar no Exército de 1949 a 1951, Moffat frequentou a Royal Academy of Dramatic Art em Londres.

## Carreira
Moffat começou sua carreira como ator teatral em Londres e Nova Iorque, empregando-se primeiramente na Companhia de Teatro Old Vic na capital inglesa. Depois de se mudar para os Estados Unidos, Moffat trabalhou como barman e lenhador no Oregon, o estado natal de sua esposa. "Depois de seis meses" ele disse, "percebi que era um ator e sempre seria um ator. E um ator deve atuar. Então comecei a atuar novamente." Seu primeiro trabalho como ator nos Estados Unidos foi em Princeton, Nova Jérsei. Paralelamente, ele trabalhava como carpinteiro e sua esposa passava roupa para fora visando complementar o salário dele, que era de 25 dólares por semana.
Ele se juntou à APA (The Association of Producing Artists), uma companhia da Broadway, e foi indicado em 1967 ao Tony de Melhor Ator em Peça de Teatro por seus papéis em revivificações de Vildanden, de Henrik Ibsen, e Così è (se vi pare), de Luigi Pirandello. Ele foi nomeado ao Drama Desk Awards de Melhor Ator em Peça de Teatro por seu trabalho em Play Memory (1984) e de Melhor Ator por seu desempenho na vivificação de The Iceman Cometh (1986), de Eugene O'Neill com Jason Robards. Ele venceu um Prêmio Obie por Painting Churches. Também participou de muitas peças da Broadway e off-Broadway, entre as quais A Few Stout Individuals (como Ulysses S. Grant), The Heiress, Vishnyovy sad, Much Ado About Nothing, The School for Scandal, The Affair e Hamlet.
Entre os papéis cinematográficos mais conhecidos de Moffat, estão Lyndon B. Johnson em The Right Stuff (1983), o corrupto presidente dos Estados Unidos em Clear and Present Danger, e Garry, o comandante da estação de pesquisa em The Thing.
Moffat interpretou Enos na minissérie The Chisholms, da CBS, Lars Lundstrom na série dramática The New Land, da ABC e Rem na série de ficção científica Logan's Run, derivada do filme homônimo e transmitida pela CBS. Ele também apareceu em The West Wing, Dr. Quinn, Medicine Woman e Tales of the City, em que  sua atuação como o executivo moribundo Edgar Halcyon lhe rendeu muitos novos fãs. Um de seus últimos papéis foi o Comissionário da Major League Baseball Ford Frick no telefilme 61*, da HBO. Em seu último papel, Moffat interpretou um juiz em um episódio de Law & Order: Trial by Jury em 2005. Em 1998, recebeu indicação ao Prêmio Gemini por sua interpretação do advogado Joe Ruah na minissérie The Sleep Room, da CBC.

## Vida pessoal
Moffat casou-se com a atriz Anne Murray em 1954; eles tiveram dois filhos, Wendy e Gabriel, antes de se divorciarem em 1968. Posteriormente, ele se casou com a atriz e diretora de televisão Gwen Arner.
O ator morreu seis dias antes de seu aniversário de 88 anos, em 20 de dezembro de 2018 em Sleepy Hollow, Nova Iorque, por complicações decorrentes de um acidente vascular cerebral. Ele deixou sua esposa, quatro filhos, 10 netos e três bisnetos.

## Filmografia selecionada

### Cinema
| Ano  | Título                              | Papel                        | Ref.   |
| ---- | ----------------------------------- | ---------------------------- | ------ |
| 1956 | The Battle of the River Plate       | Vigia (não-creditado)        | [ 1 ]  |
| 1968 | Rachel, Rachel                      | Niall Cameron                | [ 15 ] |
| 1970 | R. P. M.                            | Perry Howard                 | [ 15 ] |
| 1972 | The Great Northfield Minnesota Raid | Manning                      | [ 15 ] |
| 1973 | Showdown                            | Art Williams                 | [ 15 ] |
| 1974 | The Terminal Man                    | Dr. Arthur McPherson         | [ 15 ] |
| 1974 | Earthquake                          | Dr. Harvey Johnson           | [ 20 ] |
| 1976 | Ebony, Ivory & Jade                 | Ian Cabot                    | [ 21 ] |
| 1978 | Land of No Return                   | Controlador de tráfego aéreo | [ 20 ] |
| 1979 | Promises in the Dark                | Dr. Walter McInerny          | [ 15 ] |
| 1980 | On the Nickel                       | Sam                          | [ 15 ] |
| 1980 | Popeye                              | Fiscal                       | [ 15 ] |
| 1982 | The Thing                           | Garry                        | [ 15 ] |
| 1983 | The Right Stuff                     | Lyndon B. Johnson            | [ 15 ] |
| 1986 | The Best of Times                   | Coronel                      | [ 15 ] |
| 1986 | Monster in the Closet               | General Franklin D. Turnbull | [ 15 ] |
| 1988 | The Unbearable Lightness of Being   | Cirurgião-chefe              | [ 15 ] |
| 1988 | Far North                           | Tio Dane                     | [ 15 ] |
| 1989 | Music Box                           | Harry Talbot                 | [ 15 ] |
| 1990 | The Bonfire of the Vanities         | Sr. McCoy                    | [ 15 ] |
| 1991 | Class Action                        | Quinn                        | [ 15 ] |
| 1991 | Regarding Henry                     | Charlie Cameron              | [ 15 ] |
| 1991 | Babe Ruth                           | Jacob Ruppert                | [ 15 ] |
| 1992 | Housesitter                         | George Davis                 | [ 15 ] |
| 1993 | Love, Cheat & Steal                 | Frank Harrington             | [ 15 ] |
| 1994 | Clear and Present Danger            | President Bennett            | [ 15 ] |
| 1994 | Trapped in Paradise                 | Clifford Anderson            | [ 20 ] |
| 1996 | The Evening Star                    | Hector Scott                 | [ 15 ] |
| 1999 | Cookie's Fortune                    | Jack Palmer                  | [ 15 ] |
| 2001 | 61*                                 | Ford Frick                   | [ 15 ] |

### Televisão
| Ano       | Título                                      | Papel           | Notas             | Ref.   |
| --------- | ------------------------------------------- | --------------- | ----------------- | ------ |
| 1968-1969 | One Life to Live                            | Dr. Marcus Polk | Soap opera        | [ 2 ]  |
| 1970      | The High Chaparral                          | Simmons         |                   | [ 22 ] |
| 1971      | Night Gallery                               | Tio George      |                   | [ 23 ] |
| 1976      | The Call of the Wild                        | Simpson         | Telefilme         | [ 15 ] |
| 1977      | The Waltons                                 | Morgan          |                   | [ 24 ] |
| 1977      | Exo-Man                                     | Rogers          | Telefilme         | [ 25 ] |
| 1977      | Eleanor and Franklin: The White House Years | Harry Hopkins   | Telefilme         | [ 15 ] |
| 1977-1978 | Logan's Run                                 | Rem             |                   | [ 20 ] |
| 1978      | The Word                                    | Henri Aubert    |                   | [ 20 ] |
| 1980      | The Chisholms                               | Enos            | minissérie da CBS | [ 15 ] |
| 1984      | License to Kill                             | Webster         | Telefilme         | [ 15 ] |
| 1988      | The Bourne Identity                         | David Abbott    | Telefilme         | [ 15 ] |
| 1998      | The Sleep Room                              | Joe Ruah        | Telefilme         | [ 26 ] |
| 2003      | The West Wing                               | Talmidge Cregg  |                   | [ 27 ] |
| 2005      | Law & Order: Trial by Jury                  | Juiz            | Última aparição   | [ 3 ]  |

## Obra citada
- Terrace, Vincent (2011). Encyclopedia of television shows, 1925 through 2010 (em inglês) 2.ª ed. Jefferson, Carolina do Norte: McFarland & Company. ISBN 978-0-7864-6477-7